# Federação Porto-Riquenha de Voleibol
A Federação Porto-Riquenha de Voleibol  (em espanholː Federación Puertorriqueña de Voleibol,FPV) é  uma organização fundada em 1959 que governa a pratica de voleibol em Porto Rico, sendo membro da Federação Internacional de Voleibol, a entidade é responsável por  organizar  os campeonatos nacionais de  voleibol masculino e feminino no país.